# Championnat de Belgique de football américain
Pour les articles homonymes, voir BFL.
La Belgian American Football League (anciennement, Belgian Football League ou BFL) est la ligue réunissant les meilleurs clubs belges de football américain.
Elle se compose de deux conférences, ces deux conférences sont dénommées par le nom de la fédération s'en occupant : la LFFAB (Ligue Francophone de Football Américain de Belgique) et la FFL (Flemish Football League).

## Histoire
La Belgian Football League (en abrégé, BFL) est créée en 1986 et elle met en place son premier championnat national en 1987.
Elle chapeaute deux ligues belges : la Ligue francophone de football américain (en abrégé, LFFA) et la Flemish american Football League (en abrégé, FAFL).
La finale du championnat est le Belgian Bowl.
En 2015, la BFL change de nom pour s'appeler Belgian American Football League (en abrégé, BAFL).
À la suite de problèmes rencontrés en fin de saison 2021, plusieurs clubs de la région flamande décident de rejoindre la BNL, nouvelle compétition créée en 2022, regroupant des clubs belges et néerlandais. 
En 2023, à la suite de désaccords entre certaines équipes et la ligue, la BAFL ne compte que 4 équipes soit les Knights de Mons, les Spartans d'Anvers, les Pirates d'Ostende et les Bears d'Andenne. Les autres équipes belges s'engagent soit en BNL (les Black Angels de Brussels, les Shoguns du Limburg, les Gators de Gand et les Tribes d'Izegem), soit dans la ligue francophone (LFFA) (les Turtles de Mont-Saint-Guibert , les Coal Miners de Charleroi, les Warriors de Warriors, les Mustangs de Verviers, les Knights de Mons, les Tigers de Mons, les Monachs de Liège et les Atomics d'Amay). 
En 2024, la BAFL redevient une compétition nationale majeure comportant 11 équipes belges, 4 autres jouant dans la BNL.

## Logo

Évolution du logo
Logo de la BFL de 1995 à 2014.
Logo de la BAFL depuis 2015.

## Clubs évoluant en BAFL en 2020
| Division                                                                         | N°                                                                               | Équipe                                                                           | Ville/région                                                                     | Fondé en                                                                         | Entraîneur principal                                                             |                                                                                  |
| Ligue Francophone de Football Américain de Belgique, LFFAB, Communauté française | Ligue Francophone de Football Américain de Belgique, LFFAB, Communauté française | Ligue Francophone de Football Américain de Belgique, LFFAB, Communauté française | Ligue Francophone de Football Américain de Belgique, LFFAB, Communauté française | Ligue Francophone de Football Américain de Belgique, LFFAB, Communauté française | Ligue Francophone de Football Américain de Belgique, LFFAB, Communauté française | Ligue Francophone de Football Américain de Belgique, LFFAB, Communauté française |
| -------------------------------------------------------------------------------- | -------------------------------------------------------------------------------- | -------------------------------------------------------------------------------- | -------------------------------------------------------------------------------- | -------------------------------------------------------------------------------- | -------------------------------------------------------------------------------- | -------------------------------------------------------------------------------- |
| Élite (Div. 1)                                                                   | 1                                                                                | Brussels Tigers                                                                  | Bruxelles                                                                        | 1998                                                                             | Pascal Decoo                                                                     |                                                                                  |
| Élite (Div. 1)                                                                   | 2                                                                                | Charleroi Coal Miners                                                            | Charleroi                                                                        | 2012                                                                             | Julien Bozzini                                                                   |                                                                                  |
| Élite (Div. 1)                                                                   | 3                                                                                | Liège Monarchs                                                                   | Liège                                                                            | 2008                                                                             | Kamel Echchenna                                                                  |                                                                                  |
|                                                                                  |                                                                                  |                                                                                  |                                                                                  |                                                                                  |                                                                                  |                                                                                  |
| National (Div. 2)                                                                | 1                                                                                | Andenne Bears                                                                    | Andenne                                                                          | 2002                                                                             | Greg Boll                                                                        |                                                                                  |
| National (Div. 2)                                                                | 2                                                                                | Greg-Doiceau Fighting Turtles                                                    | Ottignies                                                                        | 2007                                                                             | David Vandersmissen                                                              |                                                                                  |
| National (Div. 2)                                                                | 3                                                                                | Knights de Mons                                                                  | Mons                                                                             | 2015                                                                             | Nick Granado                                                                     |                                                                                  |
| National (Div. 2)                                                                | 4                                                                                | Verviers Mustangs                                                                | Verviers                                                                         | 2013                                                                             | ?                                                                                |                                                                                  |
| National (Div. 2)                                                                | 5                                                                                | Wapi Phoenix                                                                     | Tournai                                                                          | 1984                                                                             | Rudy Lefebvre                                                                    |                                                                                  |
| National (Div. 2)                                                                | 6                                                                                | Waterloo Warriors                                                                | Waterloo                                                                         | 2011                                                                             | Mathieu Bellin                                                                   |                                                                                  |
|                                                                                  |                                                                                  |                                                                                  |                                                                                  |                                                                                  |                                                                                  |                                                                                  |
| Développement (Div. 3)                                                           | 1                                                                                | COF Atomics Amay                                                                 | Amay                                                                             | 2014                                                                             | ?                                                                                |                                                                                  |
| Développement (Div. 3)                                                           | 2                                                                                | Soumagne Raptors                                                                 | Soumagne                                                                         | ?                                                                                | ?                                                                                |                                                                                  |
| Flemish american Football League, FFL, Communauté flamande                       |                                                                                  |                                                                                  |                                                                                  |                                                                                  |                                                                                  |                                                                                  |
| Élite (Div. 1)                                                                   | 1                                                                                | Antwerp Argonauts (fusion en 2016 d'Antwerp Diamonds et Puurs Titans)            | Anvers                                                                           | 2004                                                                             | John Miceli                                                                      |                                                                                  |
| Élite (Div. 1)                                                                   | 2                                                                                | Brussels Black Angels 1                                                          | Bruxelles                                                                        | 1987                                                                             | Francis Njufom                                                                   |                                                                                  |
| Élite (Div. 1)                                                                   | 3                                                                                | Ghent Gators                                                                     | Gand                                                                             | 1999                                                                             | Roald Piqueur                                                                    |                                                                                  |
| Élite (Div. 1)                                                                   | 4                                                                                | Limburg Shotguns                                                                 | Leopoldsburg                                                                     | 2008                                                                             | ?                                                                                |                                                                                  |
| Élite (Div. 1)                                                                   | 5                                                                                | Oostend Pirates                                                                  | Ostende                                                                          | 2012                                                                             | Andy Brutyn                                                                      |                                                                                  |
|                                                                                  |                                                                                  |                                                                                  |                                                                                  |                                                                                  |                                                                                  |                                                                                  |
| National (Div. 2)                                                                | 1                                                                                | Leuven Lions                                                                     | Louvain                                                                          | 1986                                                                             | ?                                                                                |                                                                                  |
| National (Div. 2)                                                                | 2                                                                                | Izegem Tribes                                                                    | Izegem                                                                           | 1989                                                                             | Pieter et Willem Demuynck                                                        |                                                                                  |
|                                                                                  |                                                                                  |                                                                                  |                                                                                  |                                                                                  |                                                                                  |                                                                                  |
| Développement (Div. 3)                                                           | 1                                                                                | Brussels Black Angels 2                                                          | Bruxelles                                                                        | 1987                                                                             |                                                                                  |                                                                                  |

## Championnat Élite 2025
| Rang | Équipe                           | Nb. | G | P | %    | +   | -   | Résultat          |
| ---- | -------------------------------- | --- | - | - | ---- | --- | --- | ----------------- |
| 1    | Brussels Black Angels            | 6   | 6 | 0 | 100  | 291 | 13  | Qualifié ½ finale |
| 2    | Mons Knights                     | 6   | 4 | 2 | 66,7 | 110 | 8   | Qualifié ½ finale |
| 3    | Kasteel Tribes                   | 6   | 4 | 2 | 66,7 | 228 | 177 | Qualifié ¼ finale |
| 4    | Ghent Gators                     | 6   | 3 | 3 | 50,0 | 158 | 122 | Qualifié ¼ finale |
| 5    | Waterloo Warriors                | 6   | 2 | 4 | 33,3 | 94  | 14  | Éliminé           |
| 6    | Mont-St-Guibert Fighting Turtles | 6   | 2 | 4 | 33,3 | 142 | 167 | Éliminé           |
| 7    | Limburg Shotguns                 | 6   | 0 | 6 | 0,0  | 42  | 360 | Éliminé           |

| Rang      | Date       | Vainqueur             | Score   | Perdant           |
| --------- | ---------- | --------------------- | ------- | ----------------- |
| ¼ finales | 15 juin    | Kasteel Tribes        | 40 - 20 | Verviers Mustangs |
| ¼ finales | 15 juin    | Antwerp Spartans      | 26 - 18 | Ghent Gators      |
| ½ finales | 22 juin    | Kasteel Tribes        | 40 - 27 | Mons Knights      |
| ½ finales | 22 juin    | Brussels Black Angels | 36 - 0  | Antwerp Spartans  |
| Finale    | 05 juillet | Brussels Black Angels | 58 - 06 | Kasteel Tribes    |

1. ↑  Champions 2025 de la Ligue francophone de football américain
2. ↑  Champions 2025 de la Flemish American Football League

## Palmarès
| Championnat de Belgique (1987-1994) | | | | |
| Saison                              | Champion                                                                                               | Champion                                                                                               | Champion                                                                                               | Champion                                                                                               |
| 1988                                | Bruxelles Raiders                                                                                      | Bruxelles Raiders                                                                                      | Bruxelles Raiders                                                                                      | Bruxelles Raiders                                                                                      |
| 1989                                | Bruxelles Raiders                                                                                      | Bruxelles Raiders                                                                                      | Bruxelles Raiders                                                                                      | Bruxelles Raiders                                                                                      |
| 1990                                | Bruxelles Raiders                                                                                      | Bruxelles Raiders                                                                                      | Bruxelles Raiders                                                                                      | Bruxelles Raiders                                                                                      |
| 1991                                | Bruxelles Raiders                                                                                      | Bruxelles Raiders                                                                                      | Bruxelles Raiders                                                                                      | Bruxelles Raiders                                                                                      |
| 1992                                | Leuven Lions                                                                                           | Leuven Lions                                                                                           | Leuven Lions                                                                                           | Leuven Lions                                                                                           |
| 1993                                | Luxembourg Red Lions                                                                                   | Luxembourg Red Lions                                                                                   | Luxembourg Red Lions                                                                                   | Luxembourg Red Lions                                                                                   |
| 1994                                | Bruxelles Raiders                                                                                      | Bruxelles Raiders                                                                                      | Bruxelles Raiders                                                                                      | Bruxelles Raiders                                                                                      |
| Belgian Bowl (depuis 1995)          | | | | |
| Saison                              | Édition                                                                                                | Champion                                                                                               | Score                                                                                                  | Finaliste                                                                                              |
| 1995                                | Belgian Bowl VIII                                                                                      | Tournai Cardinals                                                                                      | 34 – 12                                                                                                | Bruxelles Raiders                                                                                      |
| 1996                                | Belgian Bowl IX                                                                                        | Tournai Cardinals                                                                                      | 13 – 06                                                                                                | Brussels Black Angels                                                                                  |
| 1997                                | Belgian Bowl X                                                                                         | Tournai Cardinals                                                                                      | 48 – 36                                                                                                | Brussels Black Angels                                                                                  |
| 1998                                | Belgian Bowl XI                                                                                        | Tournai Cardinals                                                                                      | 22 – 18                                                                                                | Brussels Black Angels                                                                                  |
| 1999                                | Belgian Bowl XII                                                                                       | Antwerp Diamonds                                                                                       | 41 – 06                                                                                                | Izeghem Redskins                                                                                       |
| 2000                                | Belgian Bowl XIII                                                                                      | Izeghem Redskins                                                                                       | 28 – 0                                                                                                 | Charleroi Cougars                                                                                      |
| 2001                                | Belgian Bowl XIV                                                                                       | Izeghem Redskins                                                                                       | 22 – 0                                                                                                 | Brussels Tigers                                                                                        |
| 2002                                | Belgian Bowl XV                                                                                        | Brussels Tigers                                                                                        | 24 – 14                                                                                                | Antwerp Diamonds                                                                                       |
| 2003                                | Belgian Bowl XVI                                                                                       | Brussels Black Angels                                                                                  | Bowl Annulé                                                                                            | Antwerp Diamonds                                                                                       |
| 2004                                | Belgian Bowl XVII                                                                                      | Antwerp Diamonds                                                                                       | 14 – 0                                                                                                 | Leuven Lions                                                                                           |
| 2005                                | Belgian Bowl XVIII                                                                                     | Antwerp Diamonds                                                                                       | 13 – 02                                                                                                | Brussels Black Angels                                                                                  |
| 2006                                | Belgian Bowl XIX                                                                                       | West-Vlaanderen Tribes                                                                                 | 23 – 14                                                                                                | Tournai Phoenix                                                                                        |
| 2007                                | Belgian Bowl XX                                                                                        | West-Vlaanderen Tribes                                                                                 | 35 – 13                                                                                                | Brussels Black Angels                                                                                  |
| 2008                                | Belgian Bowl XXI                                                                                       | West-Vlaanderen Tribes                                                                                 | 25 – 20                                                                                                | Brussels Black Angels                                                                                  |
| 2009                                | Belgian Bowl XXII                                                                                      | West-Vlaanderen Tribes                                                                                 | 12 – 0                                                                                                 | Tournai Phoenix                                                                                        |
| 2010                                | Belgian Bowl XXIII                                                                                     | West-Vlaanderen Tribes                                                                                 | 36 – 06                                                                                                | Brussels Tigers                                                                                        |
| 2011                                | Belgian Bowl XXIV                                                                                      | West-Vlaanderen Tribes                                                                                 | 20 – 14                                                                                                | Brussels Black Angels                                                                                  |
| 2012                                | Belgian Bowl XXV                                                                                       | Brussels Tigers                                                                                        | 46 – 06                                                                                                | Antwerp Diamonds                                                                                       |
| 2013                                | Belgian Bowl XXVI                                                                                      | Brussels Tigers                                                                                        | 09 – 0                                                                                                 | Brussels Bulls                                                                                         |
| 2014                                | Belgian Bowl XXVII                                                                                     | Ghent Gators                                                                                           | 38 – 0                                                                                                 | Brussels Tigers                                                                                        |
| 2015                                | Belgian Bowl XXVIII                                                                                    | Brussels Black Angels                                                                                  | 13 – 08                                                                                                | Brussels Tigers                                                                                        |
| 2016                                | Belgian Bowl XXIX                                                                                      | Oostend Pirates                                                                                        | 16 – 15                                                                                                | Brussels Black Angels                                                                                  |
| 2017                                | Belgian Bowl XXX                                                                                       | Brussels Black Angels                                                                                  | 27 – 20                                                                                                | Brussels Tigers                                                                                        |
| 2018                                | Belgian Bowl XXXI                                                                                      | Brussels Black Angels                                                                                  | 50 – 0                                                                                                 | Limburg Shotguns                                                                                       |
| 2019                                | Belgian Bowl XXXII                                                                                     | Brussels Black Angels                                                                                  | 40 – 20                                                                                                | Limburg Shotguns                                                                                       |
| 2020                                | Saison annulée à la suite de la pandémie de Covid-19                                                   | Saison annulée à la suite de la pandémie de Covid-19                                                   | Saison annulée à la suite de la pandémie de Covid-19                                                   | Saison annulée à la suite de la pandémie de Covid-19                                                   |
| 2021                                | Belgian Bowl XXXIII                                                                                    | Limburg Shotguns                                                                                       | Victoire par forfait                                                                                   | Brussels Black Angels                                                                                  |
| 2022                                | Match non organisé entre les deux champions régionaux (Charleroi Coal Miners et Brussels Black Angels) | Match non organisé entre les deux champions régionaux (Charleroi Coal Miners et Brussels Black Angels) | Match non organisé entre les deux champions régionaux (Charleroi Coal Miners et Brussels Black Angels) | Match non organisé entre les deux champions régionaux (Charleroi Coal Miners et Brussels Black Angels) |
| 2023                                | Belgian Bowl XXXIV                                                                                     | Pirates d'Ostende                                                                                      | 27 – 0                                                                                                 | Knights de Mons                                                                                        |
| 2024                                | Belgian Bowl XXXV                                                                                      | Knights de Mons                                                                                        | 33 – 30                                                                                                | Waterloo Warriors                                                                                      |
| 2025                                | Belgian Bowl XXXVI                                                                                     | Brussels Black Angels                                                                                  | 58 – 06                                                                                                | Kasteel Tribes                                                                                         |

## Tableau d'honneur
|    | Club                    | Nb. Finale | Nb. Titre | %     | Année(s) du (des) titre(s)         | Nb. F.P. | Année(s finale(s) perdue(s)                    |
| 1  | West-Vlaanderen Tribes† | 6          | 6         | 1     | 2006, 2007, 2008, 2009, 2010, 2011 | 0        |                                                |
| 2  | Bruxelles Raiders†      | 6          | 5         | 0.833 | 1988, 1989, 1990, 1991, 1994       | 1        | 1995                                           |
| 3  | WaPi Phoenix            | 6          | 4         | 0.666 | 1995, 1996, 1997, 1998             | 2        | 2006, 2009                                     |
| 4  | Brussels Black Angels   | 13         | 5         | 0.333 | 2015, 2017, 2018, 2019, 2025       | 8        | 1996, 1997, 1998, 2005, 2007, 2008, 2011, 2016 |
| 5  | Brussels Tigers         | 8          | 3         | 0.375 | 2002, 2012, 2013                   | 5        | 2001, 2010, 2014, 2015, 2017                   |
| 6  | Antwerpen Diamonds      | 6          | 3         | 0.500 | 1999, 2004, 2005                   | 3        | 2002, 2003, 2012                               |
| 7  | Izeghem Redskins†       | 3          | 2         | 0.666 | 2000, 2001                         | 1        | 1999                                           |
| 8  | Limburg Shotguns        | 3          | 1         | 0.333 | 2021                               | 2        | 2018, 2019                                     |
| 9  | Oostend Pirates         | 2          | 2         | 1     | 2016, 2023                         | 0        |                                                |
| 10 | Leuven Lions            | 2          | 1         | 0.500 | 1992                               | 1        | 2004                                           |
| -  | Mons Knights            | 2          | 1         | 0.500 | 2024                               | 1        | 2023                                           |
| 11 | Mouscron Redskins†      | 1          | 1         | 1     | 1987                               | 0        |                                                |
| -  | Luxembourg Red Lions†   | 1          | 1         | 1     | 1993                               | 0        |                                                |
| -  | Ghent Gators            | 1          | 1         | 1     | 2014                               | 0        |                                                |

Note : † Club disparu